# Alirajpur (Stadt)
Alirajpur ist eine Stadt im indischen Bundesstaat Madhya Pradesh.
Alirajpur ist Verwaltungssitz des gleichnamigen Distrikts.
Die Stadt liegt 200 km ostsüdöstlich von Ahmedabad.
Sie hatte beim Zensus 2011 eine Einwohnerzahl von etwa 28.500 Menschen.
Alirajpur war Hauptstadt des gleichnamigen Fürstenstaats.